# Ерёминская База
Ерёминская База — упразднённая деревня в Называевском районе Омской области России. Входила в Муравьёвское сельское поселение. Исключена из учётных данных в 2019 г.

## География
Расположена на западе региона, в пределах Ишимской равнины, являющейся частью Западно-Сибирской равнины, в лесной местности.
Уличная сеть состоит из одного географического объекта: Лесная улица.
Абсолютная высота — 123 м над уровнем моря.

## История
В соответствии с Законом Омской области от 30 июля 2004 года № 548-ОЗ «О границах и статусе муниципальных образований Омской области» деревня вошла в состав образованного Муравьёвского сельского поселения.

## Население
| 2002 | 2010 |
| ---- | ---- |
| 59   | ↘5   |

## Транспорт
Просёлочные дороги.